# Regierung Santer-Poos I
Die Regierung Santer-Poos I war eine luxemburgische Koalitionsregierung, die die Christlich-Soziale Volkspartei (CSV) mit der Luxemburger Sozialistischen Arbeiterpartei (LSAP) nach den Kammerwahlen am 17. Juni 1984 bildete. Sie wurde am 20. Juli 1984 vereidigt und bestand aus neun Ministern und drei Staatssekretären.
Die Regierung war bis zum 14. Juli 1989 im Amt und wurde durch die Regierung Santer-Poos II abgelöst.

## Zusammensetzung
- Jacques Santer (CSV): Premierminister; Staatsminister; Finanzminister
- Jacques Poos (LSAP): Stellvertretender Premierminister; Außenminister, Minister für Außenhandel und Zusammenarbeit; Minister für Wirtschaft und Mittelstand; Budgetminister. Ab dem 15. Juli 1988 auch Gesundheitsminister.[1]
- Bernard Berg (LSAP): Minister für Gesundheit und Soziale Sicherheit. Das Amt des Gesundheitsministers gab er zum 15. Juli 1988 auf;[2] das Ministerium wurde von Jacques Poos übernommen.[1]
- Robert Krieps (LSAP): Justizminister; Minister für Kultur; Minister für Umwelt
- Fernand Boden (CSV): Bildungsminister; Minister für Tourismus
- Jean Spautz (CSV): Innenminister; Familienminister; Minister für sozialen Wohnungsbau
- Jean-Claude Juncker (CSV): Arbeitsminister, Delegierter Finanzminister (zuständig für den Haushalt)
- Marcel Schlechter (LSAP): Verkehrsminister; Minister für öffentliche Arbeiten; Energieminister
- Marc Fischbach (CSV): Minister für Landwirtschaft und Weinbau; Verteidigungsminister; Minister für Öffentliche Verwaltung; Sportminister
- Johny Lahure (LSAP): Staatssekretär für Wirtschaft, ab dem 15. Juli 1988 Staatssekretär für Gesundheit[3]
- René Steichen (CSV): Staatssekretär für Landwirtschaft und Weinbau
- Robert Goebbels (LSAP): Staatssekretär für Außenbeziehungen, Außenhandel und Zusammenarbeit, Staatssekretär für den Mittelstand, ab dem 15. Juli 1988 Staatssekretär für Wirtschaft[3]